# Station Frederikshavn
Station Frederikshavn is een station in Frederikshavn, Denemarken en ligt aan de lijnen Aalborg - Frederikshavn en Frederikshavn - Skagen. Voorheen lag het ook aan de lijn Fjerritslev - Frederikshavn.